# Шиэн, Джеймс
Джеймс Шиэн (англ. James (Jim) J. (John) Sheehan; род. 31 мая 1937, Сан-Франциско, Калифорния) — американский историк, специалист по современной Европе, и в особенности по Германии с восемнадцатого века по двадцатый. Доктор философии (1964), именной профессор-эмерит Стэнфорда. Член Американского философского общества. Президент Американской исторической ассоциации (2004).
Родился в ирландской семье, эмигрантов со времен Золотой лихорадки. Окончил Стэнфорд (бакалавр, 1958), получил в Беркли степени магистра (1959) и доктора философии, занимался у Карла-Эмиля Шорске. В том же 1964 году стал ассистент-профессором Северо-Западного университета; преподавал там на протяжении 15 лет, ассоциированный профессор с 1967 года и фул-профессор с 1971 года. Член Американской академии искусств и наук. 
В 1966 году на основе своей докторской выпустил первую книгу — The Career of Lujo Brentano: A Study of Liberalism and Social Reform in Imperial Germany (University of Chicago Press). Затем в 1978 году вышел его труд, посвященный истории немецкого либерализма: German Liberalism in the Nineteenth Century (University of Chicago Press). В 1989 году вышла его German History 1770—1866 (Oxford University Press). Др. книги:
- Museums in the German Art World: From the End of the Old Regime to the Rise of Modernism (Oxford University Press, 2000)
- Making a Modern Political Order: The Problem of the Nation State (May 2023)

Публиковался в Past and Present, Journal of Modern History.
В 1989 году женился на М. Л. Андерсон, также германоведе — из Беркли.